# 메구로 쇼지
메구로 쇼지(일본어: 目黒将司, 1971년 6월 4일 ~ ) 은 일본의 게임 음악 작곡가이다. 1996년에 주식회사 아틀러스 (현 주식회사 인덱스)에 입사해, 아틀라스의 대표 작품 시리즈 《여신전생》의 곡을 다수 작곡하였다.